# Gangway - The Interview
|  | Sammenskrivningsforslag Artiklen Gangway - The Interview er foreslået føjet ind i Gangway i Tyrol. (Siden december 2016) Diskutér forslaget |

|  | Denne artikel er oprettet af botten PalnaBot ud fra en ekstern database. Den kan derfor have sproglige fejl eller mangler. Denne skabelon kan fjernes efter kontrol af indholdet. |

Gangway - The Interview er en film instrueret af Andy Brannigan.

## Handling
De fire raske unge mennesker fra Gangway modtager årets rejselegat fra kulturministeren. Dette bringer dem ud på en underfundig rejse til Mayrhofen i Tyrol. På grund af visse forviklinger bliver Gangway bl.a. rodet ind i et manddrab samt en omsiggribende ændring af byens skæbne og videre virke.